# 本庄早稲田駅

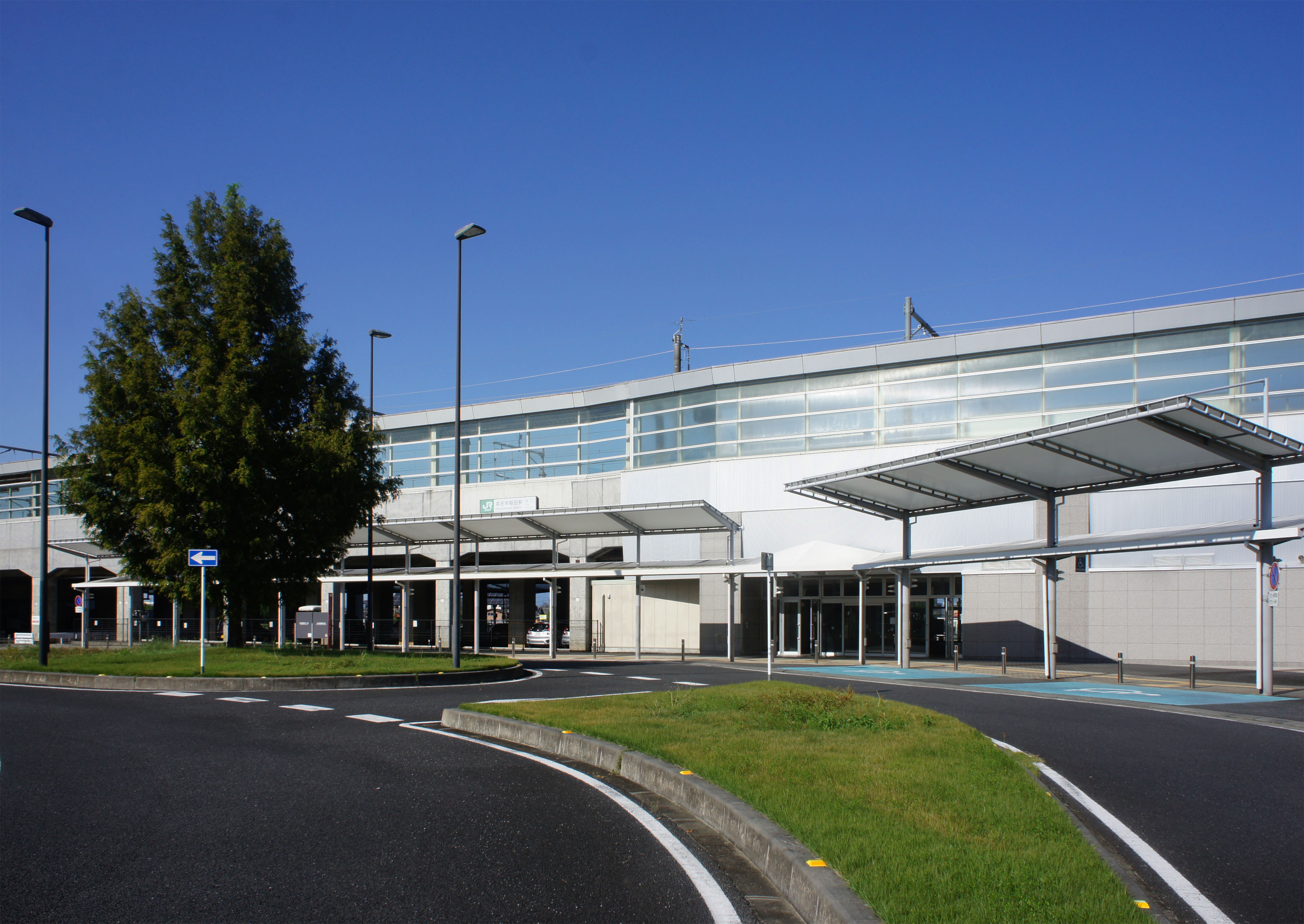
南口（2021年10月）

本庄早稲田駅（ほんじょうわせだえき）は、埼玉県本庄市早稲田の杜一丁目にある、東日本旅客鉄道（JR東日本）上越新幹線の駅である。
当駅に乗り入れる路線は線路名称上は上越新幹線のみであるが、高崎駅を起点とする北陸新幹線の列車も乗り入れている。

## 歴史
地元請願駅のため、全額地元負担が条件だった。建設費確保に埼玉県・本庄市及び周辺自治体からの公費と並んで企業・各種団体・住民からの寄付が集められた。
土地取得費を除く建設費の総額は約115億円。埼玉県が41億円、旧本庄市が41億円、旧児玉町を含む当時の6つの町村が20億5千万円を負担し、約14億3千万円が寄付金で、そのうち7億円は学校法人早稲田大学の寄付だった。

### 年表
- 1998年（平成10年）12月16日：駅新設について、東日本旅客鉄道と埼玉県および本庄市と覚書を締結[3]。
- 2001年（平成13年）8月1日：起工式[4]。
- 2003年（平成15年）5月7日：駅名が正式決定する[1]。
- 2004年（平成16年）
  - 3月6日：プレイベント（内覧会）開催。
  - 3月13日：開業[5]。
- 2005年（平成17年）12月10日：上越新幹線「たにがわ」号の全定期列車が停車開始。
- 2008年（平成20年）3月15日：モバイルSuica特急券のサービス開始[6]。
- 2018年（平成30年）4月1日：タッチでGo!新幹線のサービスを開始[7]。
- 2020年（令和2年）3月14日：新幹線eチケットサービスを開始[8]。

### 駅名の由来
構想段階では「新本庄」が予定されていた。現駅名は公募で第1位となったものである。
なお、JR東日本では以下のように決定理由を説明している。
- 地元で駅名を公募した結果が上位であり、また地元自治体からも要望があった事
- 地元の地名である「本庄」と、新駅設置箇所の南側に広がる大久保山丘陵地には、早稲田大学の本庄セミナーハウス、高等学院、大学キャンパスなどがあり、「早稲田山」 として地元に親しまれている事から、それらを組み合わせた「本庄早稲田」を駅名として相応しいと判断

## 駅構造
相対式ホーム2面2線を有する高架駅。駅業務は、高崎支社熊谷統括センターの管轄下にある。
ホームは外側の副本線（待避線）のみに設けられており、内側にある本線は通過線となっている。
- ホーム長/16両対応の410 m
- ホーム幅/5 m（階段拡幅部約6.5 m）
- 設備/階段2カ所、エレベーター2基、エスカレーター4基、自動改札口4通路1か所、他に簡易Suica改札機設置[10]。
- 駅舎/面積1,370 m2（高架下）
- 自動体外式除細動器 (AED) 設置。
- ベビー休憩室設置。

上下線とも、元から存在したコンクリート高架橋の側壁を殆どそのまま残した上で、外側に副本線を敷設し、更に外側にホームが設けられている。この構内構造の採用により本駅建設の工期と予算の削減、工事に伴う本線の支障を最低限に留める事が可能となった。また、丘の斜面に駅が建設されたため、ホームの熊谷寄りは、高架構造ではなく掘割構造となっている。

### のりば
| 番線 | 路線             | 方向 | 行先                                   |
| ---- | ---------------- | ---- | -------------------------------------- |
| 1    | 上越・北陸新幹線 | 下り | 高崎・新潟・長野・富山・金沢・敦賀方面 |
| 2    | 上越・北陸新幹線 | 上り | 大宮・東京方面                         |

（出典：JR東日本:駅構内図）
- 北陸新幹線で通常当駅に停車する列車は長野駅発着の「あさま」のみであり、富山・金沢・敦賀方面は1回以上の乗り換えが必要となる。また北陸新幹線の最終列車が17時と非常に早い
- 上越新幹線の「とき」「たにがわ」は、日中の時間帯（12時台 - 15時台）は全て当駅を通過する為、越後湯沢・新潟方面へは北陸新幹線「あさま」を利用し、高崎駅での乗り換えが必要となる。

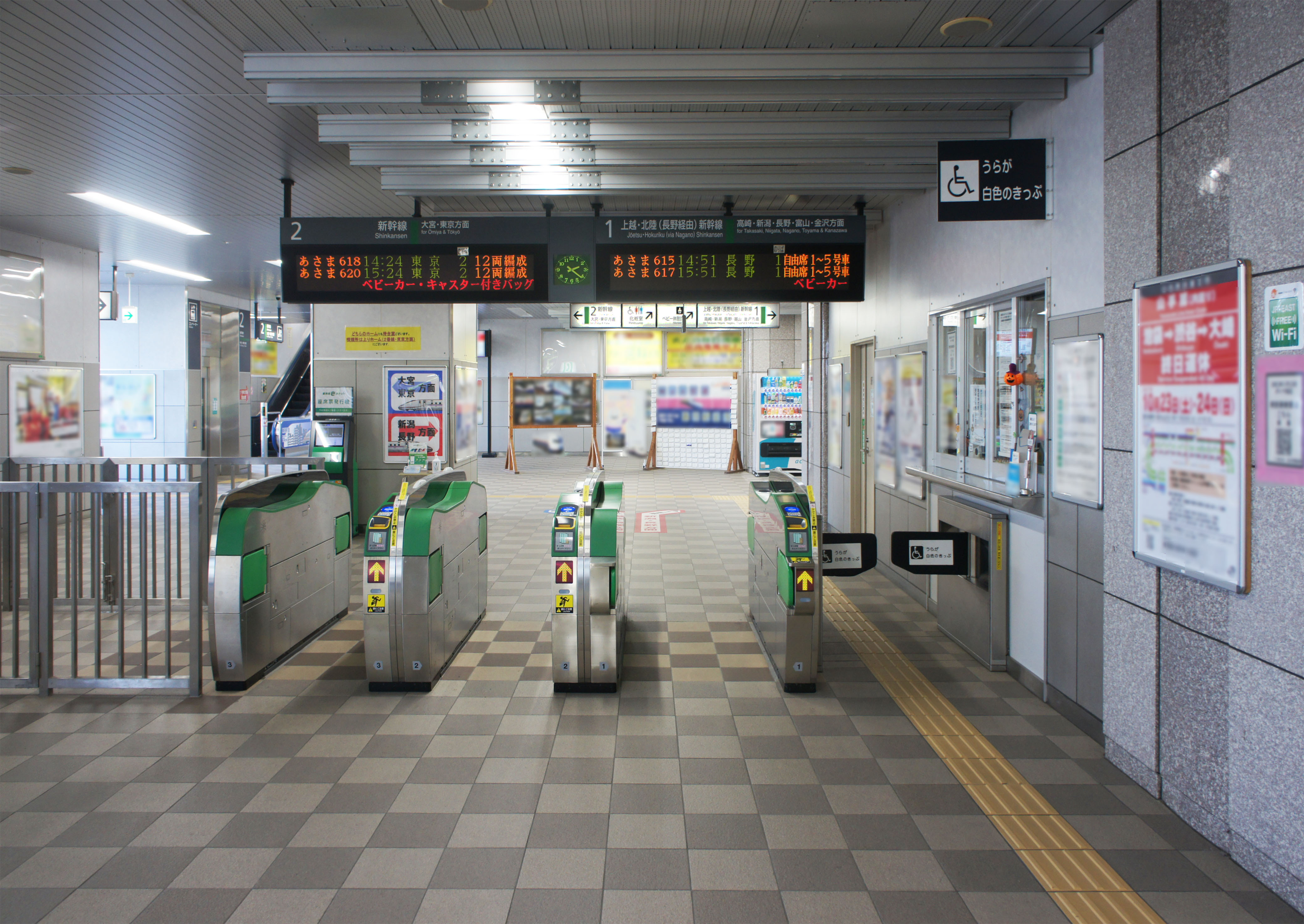
改札口（2021年10月）
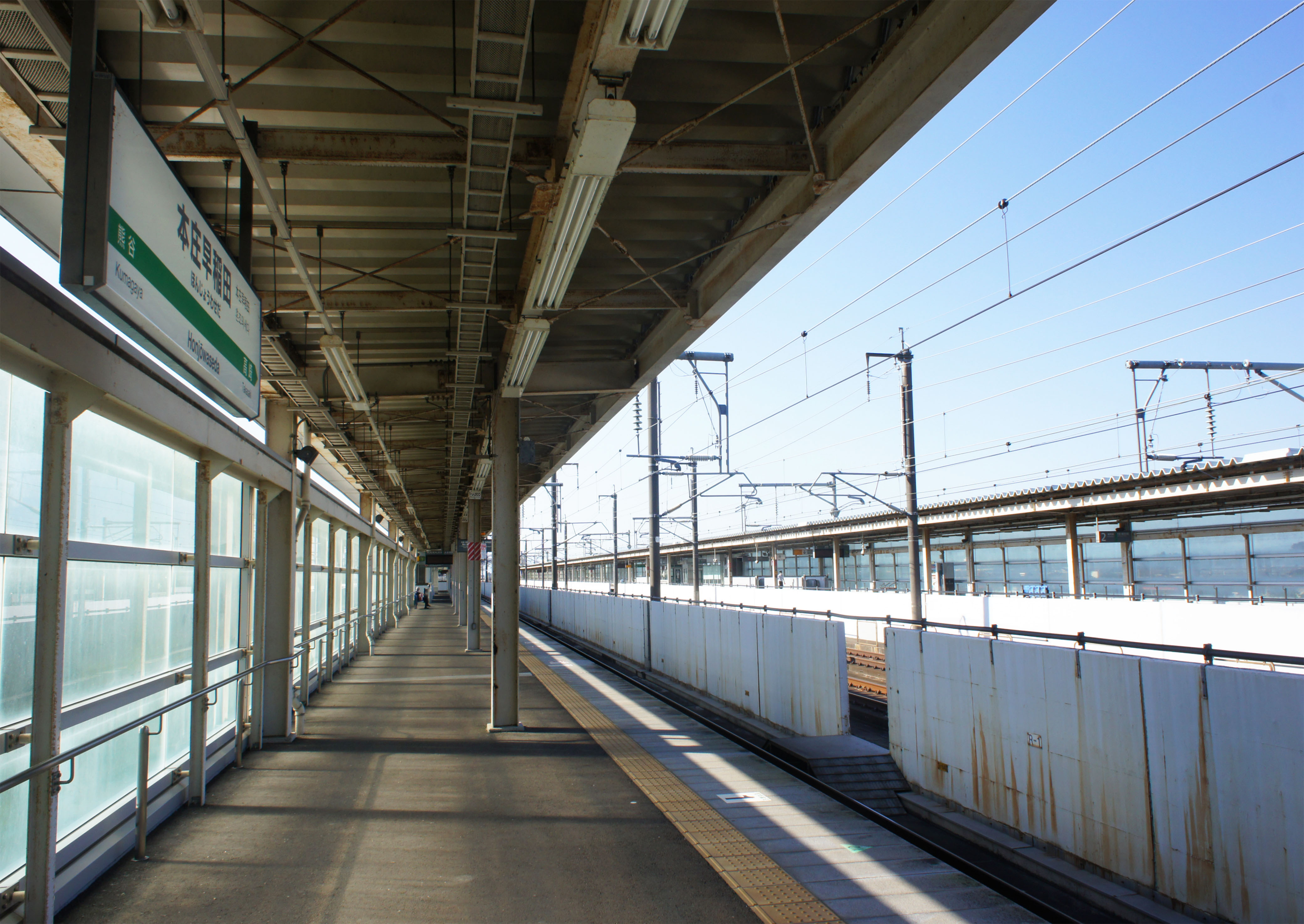
ホーム（2021年10月）

### 店舗
- 北口側でNewDaysが営業している[10]。
- 待合室に隣接してラーメン店が営業している。
- 駅のATMVIEW ALTTEが自動券売機横に設置されている。[10]
- 駅レンタカー　本庄早稲田店[10]

## 駅弁
2010年頃までは、主な駅弁として下記を販売していた。
- 古代豚弁当

## 利用状況
2023年度（令和5年度）の1日平均乗車人員は1,929人である。当駅から東京方面への通勤客の他にも、当駅への通学客や東京方面からの出張客も多い。
JR東日本および埼玉県統計年鑑によると、2004年度（平成16年度）以降の1日平均乗車人員の推移は以下の通り。
| 年度               | 1日平均 乗車人員 | 出典     |
| ------------------ | ---------------- | -------- |
| 2004年（平成16年） | 1,671            | [ * 1 ]  |
| 2005年（平成17年） | 1,924            | [ * 2 ]  |
| 2006年（平成18年） | 2,074            | [ * 3 ]  |
| 2007年（平成19年） | 2,215            | [ * 4 ]  |
| 2008年（平成20年） | 2,181            | [ * 5 ]  |
| 2009年（平成21年） | 2,033            | [ * 6 ]  |
| 2010年（平成22年） | 2,010            | [ * 7 ]  |
| 2011年（平成23年） | 1,953            | [ * 8 ]  |
| 2012年（平成24年） | 2,061            | [ * 9 ]  |
| 2013年（平成25年） | 2,152            | [ * 10 ] |
| 2014年（平成26年） | 2,113            | [ * 11 ] |
| 2015年（平成27年） | 2,144            | [ * 12 ] |
| 2016年（平成28年） | 2,170            | [ * 13 ] |
| 2017年（平成29年） | 2,218            | [ * 14 ] |
| 2018年（平成30年） | 2,278            | [ * 15 ] |
| 2019年（令和元年） | 2,233            | [ * 16 ] |
| 2020年（令和02年） | 1,286            |          |
| 2021年（令和03年） | 1,398            |          |
| 2022年（令和04年） | 1,722            |          |
| 2023年（令和05年） | 1,929            |          |

## 駅周辺
駅開業と前後し、本庄市、都市再生機構などを中心に本庄早稲田の杜が整備されている。2016年には駅前に塙保己一の銅像が建立された。
- 早稲田大学本庄キャンパス
  - 早稲田大学本庄高等学院
- ベイシアゲート本庄早稲田 - ベイシア・カインズを核としたショッピングモール
  - 本庄早稲田駅前郵便局
  - 蔦屋書店 本庄早稲田店
- カインズ本社
- JA埼玉ひびきの 本店
- 国道462号
- 本庄児玉IC（関越自動車道）
- 高崎線本庄駅 - 北へ約2km
- マリーゴールドの丘公園
- 東富田観音塚の松
- 宥勝寺（庄頼家菩提寺）
- 埼玉県立本庄特別支援学校
- セブン-イレブン本庄早稲田西店(新幹線の線路沿いを約800m)

### パークアンドライド
当駅は、自動車で駅まで行き、新幹線に乗り換える利用形態（パークアンドライド）を想定して計画された。当駅の設置時には、駅に隣接する1,000台級の無料大駐車場が本庄市により設置され、駅開業と同時に利用が開始されていた。元々、埼玉県北部から群馬県にかけての地域は自家用車への依存傾向が強い為、このような駅が考えられた。したがって駅勢圏は広く、県境を越えて伊勢崎市周辺からの利用も多く、更に関越自動車道本庄児玉ICから近い事も相まって、一部は前橋市や、JRの鉄道路線のない甘楽町や下仁田町にまで及んでいる。
ただし、無料駐車場はあくまで駅周辺の開発と民間駐車場の充実までの暫定施設とされていた事から、当駅周辺での民間駐車場の拡充につれて徐々に縮小され、2011年8月には全面廃止となった。
在来線（高崎線）の本庄駅周辺に立地する民間の駐車は、1日1,000円の利用料金が相場であるのに比べると、当駅周辺の民間駐車場の利用料金は安価であり、駐車場料金に加えて新幹線特急料金を払ったとしても負担感は少ない。そのため、本庄駅から、より速くて快適な新幹線を使える当駅への利用客の移転が見られる。また、当駅からの公共交通機関が少ないため、自家用車によるアクセスや、東京方面からの出張客に対しては訪問先工場などの差し向けるマイクロバスの利用が中心となっている。他には駅北口にタクシー乗り場がある。
なお、北口のロータリー内には駐車場の入口はない。ロータリー北側の県道等からの入場となる。

## バス路線
北口ロータリー内にバス乗降場が設置されている。
- 1番のりば
  - 県北都市間路線代替バス（武蔵観光バス） ※ 1日数本のみ
    - 本庄駅南口行き
    - 寄居車庫行き
- 2番のりば
  - はにぽんシャトル（庄和観光バス） 本庄駅南口行き
  - はにぽん号  本庄・児玉エリア（本庄タクシー） ※ デマンド交通
- 3番のりば：（未使用）

備考
開業時に設定のあった、当駅前発着の本庄駅および伊勢崎方面への民営路線バスは、朝夕中心の限られた本数での運行で、当駅よりむしろ在来線本庄駅での列車接続を優先したダイヤであり（本庄駅発着路線を延長する形で当駅に乗り入れていた為）、当駅での利用を考えた場合、必ずしも便利とは言えなかった。その為、当初から利用率は低迷し、その事を理由に、各社とも2006年（平成18年）3月31日限りで撤退した。
その後も、本庄市市内循環バスが当駅前を経由していたが、本庄市の公共交通政策見直しの為、2013年（平成25年）9月30日で廃止され、10月1日から「はにぽんシャトル」が、当駅と本庄駅南口を結んでいる。
2015年（平成27年）4月1日より、本庄駅を発着する民営路線バスのうち、国際十王交通（現十王自動車）が本庄駅北口-伊勢崎駅線の当駅乗り入れを、9年ぶりに再開した。これは、伊勢崎市にある東京福祉大学伊勢崎キャンパスのスクールバス（当駅にも発着していた）を、一般併用の路線に転換する子で実現したものであるが、その後のダイヤ改正で平日の運行は無くなり、2021年8月29日をもって当駅への乗り入れは再び終了した。
2015年5月1日には、県北都市間路線代替バス「本庄駅南口 - 寄居車庫線」が一部経路変更し、新たに当駅ロータリー内への乗り入れを開始した。当時は国際十王交通が1番を利用し、県北都市間路線バスが2番ではにぽんと相乗りだった。国際十王交通の撤退に伴い、1番が空いた事から、県北都市間路線バスが移転した。

## その他
- 営業キロ数は北東北に約2km離れた高崎線本庄駅のものを準用しており、乗車券部分については、当駅との選択乗車が可能である。
- Suica定期券の場合やFREX・FREXパルの場合、本庄駅を当駅とみなし[14]、本庄以西 - 熊谷以東、本庄以東 - 高崎以西、熊谷以東 - 高崎以西の区間のものが当駅が利用できる。
- プレイベントでは、E4系 P12＆13編成併結16両での訓練列車を利用して、試乗会も開催された。試乗会は事前応募で定員400名のところを応募者4120人で倍率10倍を超えた。
- 当駅開業記念として、「開業記念入場硬券（D型）」「開業記念オレンジカード」「開業記念Suica」が発売された。なお、この開業記念オレンジカードが高崎支社発行では、2010年12月時点で最後の新規発行カードである。
- 開業当日は本庄郵便局にて、当駅開業記念の絵入り消印（小型記念通信日付印）を押印していた。また、駅前にて出張所を開設して当駅開業記念レターセットも販売していた。
- 上越新幹線内の休日おでかけパスのフリーエリアは当駅までである。
- 2013年11月5日に当駅を含む地域に住居表示が施行され、駅を含む周辺の地名は、「北堀」から「早稲田の杜（一丁目 - 四丁目）」に変更された[15]。

## 隣の駅
東日本旅客鉄道（JR東日本）
 上越新幹線・北陸新幹線
熊谷駅 - 本庄早稲田駅 - 高崎駅

### 記事本文